# Huntingtonova bolezen
Huntingtonova bolezen ali Huntingtonova horea je nevrodegenerativna bolezen, ki je v večini primerov podedovana. Zgodnji simptomi so pogosto blagi in se kažejo kot razpoloženjske in duševne motnje. Kasneje praviloma nastopijo težave s koordinacijo in hojo. Prizadeti so tudi bazalni gangliji, kar povzroča sunkovite nekoordinirane zgibke, imenovane horea. Ob napredovanju bolezni postanejo nehotni, nekoordinirani telesni zgibki izrazitejši. Telesne sposobnosti se poslabšujejo in naposled postanejo koordinirani gibi povsem oteženi, oseba izgubi tudi sposobnost govora. Mentalne sposobnosti prav tako upadajo in vodijo v demenco. Specifični simptomi se sicer med posamezniki razlikujejo. Bolezen običajno nastopijo med 30. in 50. letom starosti, vendar pa se lahko simptomi pojavijo kadarkoli v življenju. Za bolezen je značilna tudi anticipacija – v vsakem naslednjem rodu so prizadeti posamezniki nagnjeni k zgodnejšem nastopu bolezni. Pri okoli 8 % bolnikov bolezen nastopi pred 20. letom – govorimo o juvenilni Huntingtonovi bolezni; običajno se pojavijo simptomi s počasnimi gibi, ki so sicer bolj značilni za parkinsonizem.
Bolezen se povečini podeduje po staršu, ki je nosilec mutacije na genu za huntingtin (gen HTT). Pri okoli 10 % bolnikov je bolezen posledica novo nastale mutacije. Gen za huntingtin nosi zapis za beljakovino huntingtin (Htt). Pri bolnikih s Huntingtonovo boleznijo je v genu HTT prevečkrat ponovljeno zaporedje trinukleotidov CAG. Pri zdravih ljudeh se zaporedje ponovi 11- do 34-krat, pri bolnikih s Huntingtonovo boleznijo pa je teh ponovitev običajno med 37 in 86. Okvarjena beljakovina Htt postopoma uničuje možganske celice. Diagnoza temelji na genetskem testiranju, ki se lahko opravi kadarkoli, ne glede na prisotnost simptomov. Ob tem se porajajo etična vprašanja, kot so, ob kateri starosti je posameznik dovolj zrel, da se lahko odloči za testiranje, ali imajo starši pravico do testiranja svojih otrok ter kako ravnati z zaupnostjo izvidov.
Za Huntingtonovo bolezen ni poznanega zdravila. Pri napredovali bolezni je potrebna stalna oskrba. Nekateri simptomi se lahko lajšajo s simptomatskim zdravljenjem. Z ustreznim zdravljenjem je mogoče pri nekaterih bolnikih izboljšati kakovost življenja. Največ dokazov o učinkovitosti je za zdravilo tetrabenazin. Med evropsko populacijo bolezen prizadene okoli 4 do 15 posameznikov na 100.000 prebivalcev. Na primer na Japonskem je bolezen redka, za Afriko pa ni podatkov. Pojavnost med spoloma se ne razlikuje. Pričakovano življenjsko dobo skrajšujejo zapleti, kot so pljučnica, bolezni srca in poškodbe zaradi padcev. Samomor je vzrok smrti pri okoli 9 % bolnikov. Smrt nastopi povprečno 15 do 20 let po diagnozi.
Prvi znani zapis o bolezni je iz leta 1841, ko je bolezen opisal ameriški zdravnik Charles Oscar Waters. Natančneje jo je opisal ameriški zdravnik George Huntington leta 1872. Genetsko ozadje bolezni so v mednarodnem projektu odkrili leta 1993. Raziskovalne organizacije in društva za podporo bolnikom so se začela osnovati v 60-ih letih prejšnjega stoletja. Raziskave so usmerjene v preučevanje natančnih mehanizmov bolezni, iskanje izboljšanih živalskih modelov za pomoč pri preučevanju, preskušanje zdravil za lajšanje simptomov in upočasnitev napredovanja bolezni ter preučevanje novih pristopov, kot je zdravljenje z matičnimi celicami, z namenom nadomeščanja poškodovanih oziroma odmrlih nevronov.

## Znaki in simptomi
Znaki in simptomi Huntingtonove bolezni se najpogosteje izrazijo med 30. in 50. letom starosti, vendar pa je možno, da se pojavijo kadarkoli tekom življenja. Značilen je trias motoričnih, kognitivnih in psihiatričnih znakov. Pri polovici bolnikov se najprej pojavijo psihiatrični simptomi. Glede na napredovalost bolezni običajno ločimo prodromsko fazo, ki ji sledijo zgodnja, srednja in pozna faza. V zgodnji fazi bolezni so prisotne blage osebnostne spremembe, kognitivne težave, težave s telesnimi spretnostmi, razdražljivost in menjavanje razpoloženja; vsi ti znaki lahko ostanejo neprepoznani. Tem prvim blagim znakom običajno sledijo motorične težave. Domala vsi bolniki tekom poteka bolezni doživijo podobne telesne simptome, vendar se pa razlikuje čas pojava, napredovanje in pa obseg kognitivnih in vedenjskih simptomov, ki se lahko med bolniki močno razlikujejo.
Najznačilnejši zgodnejši telesni simptomi so sunkoviti, naključni in nenadzorovani gibi, ki se imenujejo horea. Številni bolniki se teh nehotenih gibov sploh ne zavedajo, nekatere pa ovirajo. Horea se lahko sprva kaže kot splošna nemirnost, majhni nehoteno sproženi ali nedokončani gibi, težave s koordinacijo ali upočasnjeni sakadni premiki oči. Blažjim motoričnim težavam praviloma sledijo po treh letih ali kasneje očitnejši znaki motorične disfunkcije. Ob napredovanju bolezni se pojavijo jasni znaki motorične prizadetosti, kot so okorelost in distonija (zvijanje udov in telesa). Omenjeni znaki kažejo na prizadetost sistemov v osrednjem živčevju, ki so odgovorni za gibanje. Psihomotorične funkcije (gibi, ki se porajajo iz psihičnega dogajanja) postajajo čedalje bolj prizadete in naposled bolezen vpliva na vsako dejanje, ki zahteva mišični nadzor. Pogoste posledice so telesna nestabilnost, nenormalni izrazi na obrazu, težave z žvečenjem, požiranjem in govorom. Pojavijo se lahko tudi motnje spanca in izguba telesne teže. Izguba teže je običajno posledica težav s hranjenjem, ki lahko vodi tudi v nedohranjenost. Juvenilna Huntingtonova bolezen (ki se simptomatsko izrazi že pri otrocih) na splošno hitreje napredujec, s pospešenim kognitivnim upadom, horea pa je izražena le kratko obdobje ali pa sploh ne. Zanjo so bolj značilni hipokinezija (zmanjšana in upočasnjena gibljivost telesa), okorelost, tremor (tresavica) ter krči.
Kognitivne sposobnosti pri bolnikih s Huntingtoinovo boleznijo napredujoče upadajo, kar načeloma vodi do demence. Posebej izrazito so prizadete izvršitvene funkcije, ki zajemajo načrtovanje, kognitivno prilagodljivost, abstraktno mišljenje, usvajanje pravil in izvrševanje smotrnih ter inhibicijo izvrševanja nesmotrnih delovanj. Ob napredovanju bolezni se lahko pojavijo težave s spominom, od težav s kratkoročnim spominom do izgubljanja dolgoročnega spomina, vključno z epizodnim, refleksivnim in delovnim spominom.
Nevropsihiatrični znaki so tesnoba, depresija, zmanjšano izkazovanje čustev, egocentričnost, agresija in kompulzivno vedenje; slednje lahko vodi v odvisnosti, na primer od alkohola, iger na srečo in spolnosti.

## Vzrok
Huntingtonova bolezen je v večini primerov podedovana. Deduje se avtosomno dominantno; če ima bolezen eden od staršev, je pri otroku 50-odstotno tveganje, da bo podedoval bolezen. Za bolezen zadolžena mutacija v genu za protein huntingtin (HTT), ki se nahaja na kromosomskem lokusu
4p16.3. Pri bolnikih s Huntingtonovo boleznijo je v genu HTT prevečkrat ponovljeno zaporedje trinukleotidov CAG. Pri zdravih ljudeh se zaporedje ponovi 11- do 34-krat, pri bolnikih s Huntingtonovo boleznijo pa je teh ponovitev običajno med 37 in 86. Mutiran HTT (mHTT) tvori inkluzijska telesa v nevronih v predelu možganov, imenovanem striatum, in povzroča okvare teh nevronov.
Pri okoli 10 % bolnikov je bolezen posledica novo nastale mutacije.

## Zdravljenje
Za Huntingtonovo bolezen ni poznanega zdravila. Nekateri simptomi se lahko lajšajo s simptomatskim zdravljenjem. Uporabljajo se antipsihotiki, antidepresivi in tetrabenazin, slednji je namenjen zdravljenju horee. Z ustreznim zdravljenjem je mogoče pri nekaterih bolnikih izboljšati kakovost življenja. Največ dokazov o učinkovitosti je za zdravilo tetrabenazin. Pri napredovali bolezni je potrebna stalna oskrba.  Potreba po premestitvi v zavod se običajno izkaže, ko postane bolnik zelo slabo pokreten ali celo nepokreten. Oskrba v negovalni ustanovi je načeloma potrebna preostalo življenje in traja običajno dlje časa, lahko tudi več let.
Huntingtonova bolezen je za razliko od drugih nevrodegenerativnih bolezni monogenska bolezen, zato se v zadnjih letih kot nova možnost zdravljenja obeta gensko zdravljenje.